# 칼슘 이미징

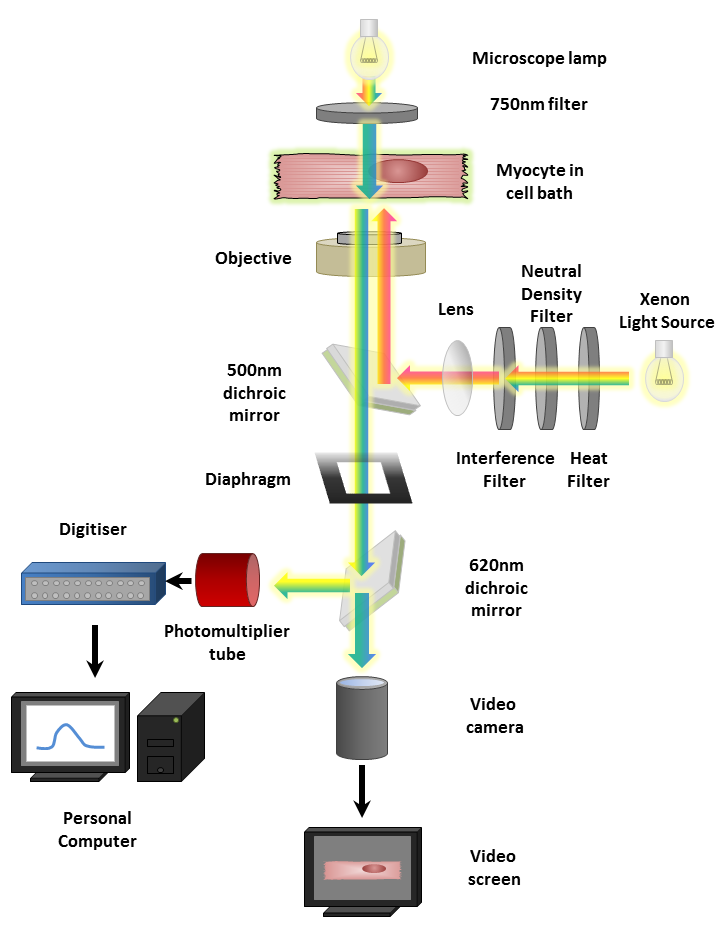
심장 근육세포를 칼슘이미징하기 위한 장비의 모식도

칼슘 이미징(Calcium imaging)은 세포나 조직, 배양액의 칼슘 이온(Ca2+) 농도를 광학적으로 측정하는 현미경 영상법이다. 칼슘 이온에 달라붙어 형광을 내는 물질인 칼슘 표시자(indicator)를 이용한다. 칼슘 표시자에는 크게 두 가지 종류가 있는데, 첫째는 화학적 표시자이고 둘째는 생물학적 표시자이다. 생물학적 표시자의 경우 유전적으로 암호화되었다 하여 GECI(genetically encoded calcium indicator)라 한다.
이 영상법을 통해 조직 또는 세포에서 이루어지는 칼슘 신호전달과정을 관찰할 수 있다. 특히 뉴런에서는 전기신호가 전달될 때 항상 칼슘 이온이 세포 내부로 들어오기 때문에, 칼슘 이미징을 통해 많은 수의 신경 세포에서의 신호전달과정을 광학적으로 한 번에 관찰할 수 있다. 이로써 신경회로가 어떻게 구성되었는지 연구할 수 있다.